# Джанполадян-Піотровська Ріпсіме Мікаелівна
Ріпсіме Мікаелівна Джанполадян-Піотровська (1918 — 1 вересня 2004) — радянський науковець, вірменознавець і археолог-сходознавець. Дружина академіка Бориса Піотровського.

## Біографія
Народилась у 1918 році, по дорозі в Тифліс, під час втечі родини від вірменських погромів в Нахічевані. Походила зі знатного і заможного вірменського роду, якому належала ліцензія на видобуток у всіх нахічеванських соляних копальнях.
Після встановлення радянської влади у Вірменії родина Джанполадянів переїхала до Єревану, де оселилася неподалік від теперішньої школи імені Є. Чаренця. Закінчивши школу з відзнакою, Ріпсіме Джанполадян обрала фах археолога-сходознавця і вступила до Єреванського державного університету. У 1941 році під час розкопок на пагорбі Кармір-Блур міста-фортеці Тейшебаїні познайомилась з Борисом Піотровським. Вони одружились у 1944 році в Єревані, куди Піотровський, майбутній багаторічний директор Державного Ермітажу, був евакуйований з блокадного Ленінграда. В Єревані народився їх первісток Михайло, який пізніше став продовжувачем справи батьків.
Впродовж наукової кар'єри Ріпсіме Джанполадян-Піотровська працювала в Інституті археології, в Академії мистецтв СРСР і у відділі Сходу Ермітажу. Також вона була редактором праць академіка Бориса Піотровського, які вийшли друком після його смерті, — енциклопедії «Історія Ермітажу», щоденникових «Подорожніх нотаток», автобіографії «Сторінки мого життя» та інших.
Померла 1 вересня 2004 року в Санкт-Петербурзі. Похована на Смоленському православному кладовищі поруч зі своїм чоловіком.